# Communauté de communes Meuse-Voie Sacrée
Die Communauté de communes Meuse-Voie Sacrée ist ein ehemaliger französischer Gemeindeverband mit der Rechtsform einer Communauté de communes im Département Meuse in der Region Lothringen. Sie wurde am 27. Dezember 2001 gegründet und umfasste 18 Gemeinden. Der Verwaltungssitz befand sich im Ort Souilly.

## Historische Entwicklung
Mit Wirkung vom 1. Januar 2017 fusionierte der Gemeindeverband mit der Communauté de communes du Val de Meuse et de la Vallée de la Dieue und bildete so die Nachfolgeorganisation Communauté de communes Val de Meuse-Voie Sacrée.

## Ehemalige Mitgliedsgemeinden
1. Ancemont
2. Heippes
3. Julvécourt
4. Landrecourt-Lempire
5. Lemmes
6. Les Monthairons
7. Nixéville-Blercourt
8. Osches
9. Rambluzin-et-Benoite-Vaux
10. Récourt-le-Creux
11. Saint-André-en-Barrois
12. Senoncourt-les-Maujouy
13. Les Souhesmes-Rampont
14. Souilly
15. Tilly-sur-Meuse
16. Vadelaincourt
17. Villers-sur-Meuse
18. Ville-sur-Cousances